# Schmerzensgeld
Das Schmerzensgeld (nach österreichischer Terminologie auch Schmerzengeld, in der Schweiz Genugtuung) ist ein Anspruch auf Schadensersatz als Ausgleich für immaterielle Schäden, d. h. Schäden nicht vermögensrechtlicher Art, nach deutschem Recht zusätzlich mit einer Sühnefunktion. Neben Körperschäden sollen alle Unannehmlichkeiten, seelischen Belastungen und sonstigen Unwohlgefühle wiedergutgemacht werden, die mit einer erlittenen Verletzung am Körper einhergehen. In diesem Zusammenhang spricht man auch vom Ersatz des immateriellen Unbills.
Der Rechtsbegriff wurde im 17. Jahrhundert von lateinisch pretium pro doloribus ‚Geld für Schmerzen‘ ins Deutsche übertragen.

## Deutschland
Im deutschen Recht wurde der Schadensersatzanspruch wegen immaterieller Schäden im Rahmen der tiefgreifenden und grundlegenden Reform des „Zweiten Gesetzes zur Änderung schadensersatzrechtlicher Vorschriften“ vom 19. Juli 2002 in der veränderten Form des neu gefassten § 253 Abs. 2 mit Wirkung ab dem 1. August 2002 in das 2. Buch (Recht der Schuldverhältnisse) des BGB „versetzt“ und damit der zuvor lange Zeit geltende Schmerzensgeldparagraph § 847 BGB a.F. aufgehoben.

### Anspruchsvoraussetzungen
Ein Anspruch auf Schmerzensgeld ist danach grundsätzlich gegeben bei Verletzung des Körpers, der Gesundheit, der Freiheit oder der sexuellen Selbstbestimmung im Sinne von § 823 BGB sowie in den weiteren gesetzlich ausdrücklich bestimmten Fällen (vor allem § 253 BGB, daneben beispielsweise vertane Urlaubszeit, § 651f BGB, oder wegen eines Verstoßes gegen das Benachteiligungsverbot nach dem Allgemeinen Gleichbehandlungsgesetz, § 15 und § 21 AGG). Im Gegensatz zum Prinzip der Naturalrestitution, das in § 249 BGB verankert ist, zielt das Schmerzensgeld nicht darauf ab, eine Vermögenslage wieder auszugleichen, sondern gerade immaterielle Schäden als solche auszugleichen.
Die Verletzung des allgemeinen Persönlichkeitsrechts findet sich zwar nicht ausdrücklich als mögliche Voraussetzung für einen Anspruch auf Schmerzensgeld im Gesetz. Die Rechtsprechung hat jedoch einen Anspruch auf eine immaterielle Entschädigung bei Verletzung des allgemeinen Persönlichkeitsrecht angenommen. Der Bundesgerichtshof hat dies aus Art. 1 und Art. 2 Grundgesetz begründet. Anspruchsgrundlage ist dafür § 823 BGB. Bei der Entschädigung wegen einer Verletzung des allgemeinen Persönlichkeitsrechts handelt es sich im eigentlichen Sinne nicht um ein Schmerzensgeld nach § 847 BGB a.F. (jetzt: § 253 Abs. 2 BGB n.F.), sondern um einen Rechtsbehelf, der auf den Schutzauftrag aus Art. 1 und 2 Abs. 1 Grundgesetz zurückgeht. Die Zubilligung einer Geldentschädigung beruht auf dem Gedanken, dass ohne einen solchen Anspruch Verletzungen der Würde und Ehre des Menschen häufig ohne Sanktionen blieben mit der Folge, dass der Rechtsschutz der Persönlichkeit verkümmern würde. Anders als beim Schmerzensgeldanspruch steht bei dem Anspruch auf eine Geldentschädigung wegen einer Verletzung des allgemeinen Persönlichkeitsrechts der Gesichtspunkt der Genugtuung des Opfers im Vordergrund. Eine besondere Ausprägung des allgemeinen Persönlichkeitsrecht liegt in dem Recht auf informationelle Selbstbestimmung, dessen Verletzung durch Dritte ebenfalls durch § 823 BGB ersatzfähig ist.

### Gefährdungshaftung
Eine der besonderen Leistungen der Rechtsreform ist die Möglichkeit, seither auch dann Schmerzensgeld beanspruchen zu können, wenn den Verursacher der Verletzung kein Verschulden trifft, sondern dieser lediglich aus der Gefährdungshaftung heraus (z. B. gemäß §§ 7 ff. StVG und §§ 33 ff. LuftVG) zur Leistung des Schadensersatzes verpflichtet ist.

### Zielsetzung des Schmerzensgeldes
Das Schmerzensgeld verfolgt nach Rechtsprechung des BGH rechtlich eine doppelte Funktion. Es soll dem Geschädigten einen angemessenen Ausgleich bieten für diejenigen Schäden, die nicht vermögensrechtlicher Art sind. Gleichzeitig soll dem Gedanken Rechnung getragen werden, dass der Schädiger dem Geschädigten für das, was er ihm angetan hat, Genugtuung schuldet. Dabei steht der Entschädigungs- oder Ausgleichsgedanke im Vordergrund. Der Zweck des Anspruchs ist der Ausgleich für die erlittene Beeinträchtigung. Es hat somit Ausgleichs- und Genugtuungsfunktion. Eine Straffunktion, wie sie im anglo-amerikanischen Recht üblich ist, verfolgt § 253 Abs. 2 BGB dagegen nicht.
Wird keine außergerichtliche Einigung über die Höhe des Schmerzensgeldes erzielt, bestimmt das Gericht gemäß § 287 ZPO nach Ermessen je nach Art und Dauer der Verletzungen unter Berücksichtigung aller für die Höhe maßgeblichen Umstände. Der Antrag soll jedoch einen Streitwert angeben. Bleibt das Urteil mehr als 20 % unter diesem Vorschlag, so begründet dies eine Beschwerde für ein späteres Berufungsverfahren. Der Ausgleich in Geld muss gemäß § 253 Abs. 2 BGB den Billigkeitsgrundsätzen entsprechen, damit ein gerechter Ausgleich noch gewährleistet ist.
Bagatellen, also nicht nachhaltige Beeinträchtigungen des Körpers, sind davon laut Rechtsprechung und Literatur meistens dann nicht umfasst, wenn „diese Schwelle im konkreten Fall von der erlittenen Beeinträchtigung vornehmlich wegen ihres geringen, nur vorübergehenden Einflusses auf das Allgemeinbefinden nicht überschritten [wird und dadurch …] es schon an einer Grundlage für die geldliche Bewertung eines Ausgleichsbedürfnisses fehlen [kann].“ Das Gericht kann nach § 287 ZPO die Zubilligung von Schmerzensgeld versagen.

### Höhe des Schmerzensgeldes
Die Höhe des Schmerzensgeldes ist stets vom jeweiligen Einzelfall abhängig, eine pauschale Bestimmung erfolgt nicht. Maßgebend für die Höhe des Schmerzensgeldes sind im Wesentlichen die Schwere der Verletzungen, das durch diese bedingte Leiden, dessen Dauer, das Ausmaß der Wahrnehmung der Beeinträchtigung durch den Verletzten und der Grad des Verschuldens des Schädigers. Dabei geht es nicht um eine isolierte Schau auf einzelne Umstände des Falles, sondern um eine Gesamtbetrachtung aller Umstände des Einzelfalls. Diese hat der Tatrichter zunächst sämtlich in den Blick zu nehmen, dann die fallprägenden Umstände zu bestimmen und diese im Verhältnis zueinander zu gewichten. Dabei ist in erster Linie die Höhe und das Maß der entstandenen Lebensbeeinträchtigung zu berücksichtigen; hier liegt das Schwergewicht. Auf der Grundlage dieser Gesamtbetrachtung ist eine einheitliche Entschädigung für das sich insgesamt darbietende Schadensbild festzusetzen, die sich jedoch nicht streng rechnerisch ermitteln lässt.
Als ungefähre Orientiertung für die Schmerzensgeldhöhe können vorhandene Gerichtsentscheidungen mit ähnlichen Sachverhalten und Verletzungsbildern herangezogen werden. Eine Bindung an derartige Entscheidungen nach Art eines Präjudizes besteht jedoch nicht, weil eine völlige Identität der erlittenen Verletzungen und Verletzungsfolgen praktisch nie bestehen wird. Stets werden Unterschiede nach verletzter Person, Art der Verletzungen und Dauerfolgen sowie der Behandlungen bleiben. Die Entscheidungen können mithin nur einer groben Klassifizierung der Beeinträchtigungen dienen. Insbesondere bei älteren Entscheidung ist zudem die Geldentwertung seit Erlass dieser Entscheidungen zu berücksichtigen.
Derartige Urteile findet man in sogenannten Schmerzensgeldtabellen. Die derzeit bekanntesten Sammlungen sind:
- Schmerzensgeld-Beträge von Hacks/Wellner/Häcker (vormals ADAC-Schmerzensgeldtabelle)
- Slizyk, Beck’sche Schmerzensgeldtabelle

Die Vergleichbarkeit einzelner Sachverhalte ist jedoch schwierig, denn jeder Einzelfall weist eine Vielzahl individueller Besonderheiten auf. Zudem hat sich der Bundesgerichtshof mehrfach dagegen ausgesprochen, die Mithaftung des Verletzten mathematisch in die Schmerzensgeldfindung einzubeziehen: Man kann somit nicht das Schmerzensgeld von beispielsweise 1.000 € halbieren, weil der Verletzte zu 50 % den Unfall, der zu seiner Verletzung geführt hatte, selbst mitverursacht hatte. Ältere Schmerzensgeldbeträge werden in einigen Fällen noch mit einem Faktor entsprechend dem Verbraucherpreisindex multipliziert und gerundet, um ihn an das heutige Preisniveau anzupassen. So wurden beispielsweise bei einem einfachen Halswirbel-Schleudertrauma (sog. HWS-Syndrom) im Jahr 2002 gewöhnlich noch 1.000 DM zugesprochen, inzwischen sind es üblicherweise 600 €. All diese Aspekte sind zu beachten und führen dazu, dass die Findung des „richtigen“ Schmerzensgeldes – zumindest in komplexen Fällen – auch für erfahrene Juristen nicht einfach ist.
Von deutschen Gerichten wurden bisher folgende Schmerzensgeld-Höchstbeträge zugesprochen (Stand Oktober 2021):
- 1.000.000 €: LG Limburg, 2021 (Gehirnschädigung infolge fehlerhafter Erste-Hilfe-Maßnahmen bei einem Einjährigen im Jahr 2011)[11]
- 800.000 €: OLG Oldenburg, 2020 (Unterschenkelamputation nach verspätet behandelter Meningokokkensepsis bei einem Fünfjährigen im Jahr 2011)[12]
- 800.000 €: LG Gießen, 2019 (Gehirnschädigung infolge falsch angeschlossenen Beatmungsgeräts bei OP eines 17-Jährigen im Jahr 2013)[13]

In einem vor dem OLG Frankfurt am 27. Mai 2014 (Az. 14 U 99/11) geschlossenen Vergleich lag der Betrag bei 760.000 € für ein Kind mit schweren Hirnschäden durch Sauerstoffmangel aufgrund verspäteter Kaiserschnitt-Indikationsstellung.
Aufgrund der Annahme einer schweren Persönlichkeitsrechtsverletzung von Jörg Kachelmann durch die Berichterstattung zum Kachelmann-Prozess hatte das Landgericht Köln dem Kläger in zwei Verfahren ein Schmerzensgeld in Höhe von insgesamt 635.000 € zuerkannt. Der Betrag wurde in der Berufung 2016 durch das Oberlandesgericht Köln auf 395.000 Euro reduziert.
Die Entwicklung der Rechtsprechung zur Schmerzensgeldhöhe bei schweren Personenschäden führt dazu, dass innerhalb der Versicherungsbranche empfohlen wird, eher einen Vergleich als ein Urteil anzustreben.
Durch alternative formalisierte Berechnungsmethoden soll die Höhe des Schmerzensgelds objektiviert werden. So hatte das Oberlandesgericht Frankfurt a. M. die sehr unterschiedlichen und nicht immer nachvollziehbaren Schmerzensgeldhöhen bemängelt und daher auf eine derartige Berechnungsmethode zurückgegriffen. Dabei wird auf das Bruttonationaleinkommen je Einwohner und nicht auf den tatsächlichen Verdienst der geschädigten Person abgestellt. Anhand der Behandlungintensität und -dauer sowie dem Umfang der Beeinträchtigung werden Tagessätze für die jeweilige Situation festgelegt. Die Multiplikation des Tagessatzes mit den Tagen der jeweiligen Behandlung oder Beeinträchtigung ergibt dann das Schmerzensgeld. In einer weiteren Stufe wird durch Zu- und Abschläge der Einzelfall berücksichtigt.
Diese Berechnungsmethode wird den o. g. Grundsätzen jedoch nicht gerecht, so dass der BGH dieser einer Absage erteilt hat.

### Vererblichkeit
Der Anspruch ist seit 1. Juli 1990 (Wegfall des Satzes 2 im § 847 BGB a.F.) auch vererblich.

### Steuerpflicht
Eine Schadensersatzleistung wäre dann einkommensteuerpflichtig, wenn sie unter eine der sieben Einkunftsarten des Einkommensteuergesetzes fällt. Schadensersatz, der z. B. für Körperverletzung oder als Schmerzensgeld geleistet wird, ist steuerfrei und unterliegt nicht der Einkommensteuer.

### Anrechnung von Schmerzensgeld auf Sozialleistungen
Schmerzensgeldzahlungen sind nicht als Einkommen bei Arbeitslosengeld II (§ 11a Abs. 2 SGB II) sowie Sozialhilfe, (§ 83 Abs. 2 SGB XII) zu berücksichtigen. Auch bei Wohngeldbezug kommt eine Anrechnung von Schmerzensgeld nicht in Betracht. Das Gleiche gilt für Prozesskostenhilfe.
Angespartes Schmerzensgeld müssen sich Arbeitslose und Sozialhilfeempfänger auch nicht als Vermögen auf die laufenden Leistungen anrechnen lassen. Diese Verwertung wäre eine „besondere Härte“ und ist daher ausgeschlossen.
Zinserträge dürfen mit der Rechtsprechung des Bundessozialgerichts jedoch aus angelegtem Schmerzensgeld als Einkommen bedarfsmindernd berücksichtigt werden. Das gilt ebenso nach der Rechtsprechung des Bundesverwaltungsgerichts auch für das Wohngeldrecht.
Für die Bezahlung eines rechtlichen Betreuers muss Schmerzensgeld ebenfalls nicht eingesetzt werden (§ 1836c Abs. 2 Nr. 1 BGB i. V. m. § 83 Abs. 2 SGB XII).

### Schmerzensgeld bei der Tötung Angehöriger
Ein Schmerzensgeld für den Verlust naher Angehöriger (wenn etwa Eltern ihr Kind verlieren) kannte das deutsche Recht bis 2017 nicht.
Erst mit einer Neuregelung des § 844 Abs. 3 BGB hat der Gesetzgeber die Rechtsstellung der Angehörigen Getöteter deutlich verbessert, indem ein eigener Entschädigungsanspruch für die Angehörigen eingeführt wurde. Für dieses Hinterbliebenengeld ist das Näheverhältnis zum Getöteten maßgeblich. Die Höhe bemisst sich dabei nach ähnlichen Kriterien wie bei Schockschäden. Für den Verlust eines Angehörigen diskutiert die Literatur einen durchschnittlichen Betrag von 10.000 €, bisweilen auch bis zu 20.000 €. Insgesamt müssen Angehörige keine eigene Verletzung im pathologischen Sinne nachweisen, wie es noch bei den Schockschäden der Fall war. Damit ist die Rechtsstellung Angehöriger deutlich gestärkt, zugleich sind aber auch die Haftungsrisiken potentieller Schädiger (etwa Unfallgegner, Ärzte bei tödlichen Behandlungsfehlern oder Gewalttäter) deutlich vergrößert worden. Der Bundesgerichtshof (BGH) änderte Ende 2022 seine Rechtsprechung (Urteil vom 06.12.2022, Aktenzeichen VI ZR 168/21). Zum einen sind seitdem auch mittelbar entstandene psychische Beeinträchtigungen umfasst; zum anderen ist die Anwendung eines einschränkenden Tatbestandsmerkmals aufgegeben worden.
Das Hinterbliebenengeld kommt der Idee eines Angehörigenschmerzensgeldes sehr nahe. Der Schockschaden hat damit zugleich an Bedeutung verloren, denn ein Schmerzensgeldanspruch auf dieser Grundlage ist an wesentlich höhere Anforderungen geknüpft:
Ein Schockschaden liegt vor, wenn Angehörige durch die erlittene seelische Erschütterung selbst krank werden und über das normale Maß der Trauer hinaus leiden. Dabei muss der Verlust der nahestehenden Person die körperliche oder seelische Verfassung nachweislich und spürbar im krankhaften Sinne beeinträchtigen. Angehörige eines Getöteten können unter Berufung auf den Schockschaden einen Schmerzensgeldanspruch aus eigenem Recht (iure proprio) also nur herleiten, wenn ihr Leid Schmerzen, lang anhaltenden Kummer oder Sorgen, Wesensänderungen oder eine deutliche Schmälerung der Lebensfreude nach sich zieht und diese Folgen dem Schädigungsereignis kausal zurechenbar sind. Die deutschen Gerichte urteilen eher zurückhaltend über ein Schmerzensgeld bei Schockschaden, während die Entschädigung für den Verlust von nahen Angehörigen in anderen Rechtsordnungen (etwa in den USA, in Schweden und in Italien) seit langem üblich und gängige Praxis ist.
Neben eigenen Ansprüchen aus dem Hinterbliebenengeld und ggf. einem Schockschaden können die Erben Getöteter auch den geerbten Schmerzensgeldanspruch geltend machen. Der Anspruch des Getöteten geht nach § 1922 BGB auf die Erben über. Dies setzt freilich voraus, dass der Erblasser auch Schmerzen, Qualen oder Leiden erfahren hat. Bei einem schnellen oder gar unbemerkten Tod (z. B. unter Narkose) ist dies regelmäßig nicht der Fall.
Angehörige können daher Schmerzensgeld aus eigenem Recht (Hinterbliebenengeld, ggf. Schockschaden) und aus übergegangenem Recht (ererbter Schmerzensgeldanspruch) geltend machen.

### Geldentschädigung wegen Verletzung des allgemeinen Persönlichkeitsrechts
Kein Schmerzensgeld im Sinne des § 253 Abs. 2 BGB, aber mit diesem verwandt ist der Anspruch auf Geldentschädigung wegen Verletzung des Persönlichkeitsrechts, manchmal auch „medienrechtliches Schmerzensgeld“ genannt. Dieser wurde vom Bundesgerichtshof 1954 in der „Leserbriefe“-Entscheidung entwickelt, wurde 1958 im Herrenreiter-Fall auf die unbefugte Verwendung von Bildern übertragen und ist seither in ständiger Rechtsprechung anerkannt. Dieser Anspruch leitet sich im Wege der zivilrechtlichen Drittwirkung der Grundrechte aus § 823 Abs. 1 BGB i. V. m. Art. 1 Abs. 1, Art. 2 Abs. 1 GG (Allgemeines Persönlichkeitsrecht) her. In der Soraya-Entscheidung (1973) bestätigte auch das Bundesverfassungsgericht diese Rechtsprechung des BGH als mit der Meinungs- und Pressefreiheit sowie rechtsstaatlichen Prinzipien vereinbar.
Voraussetzung ist eine schwerwiegende Verletzung des Allgemeinen Persönlichkeitsrechts (beispielsweise eine Verletzung der Intimsphäre), die nicht anderweitig ausgeglichen werden kann, der Anspruch ist also nur subsidiär anwendbar. In den letzten Jahren wurden den Betroffenen, oftmals sind dies Prominente, zunehmend höhere Summen an Schmerzensgeld gewährt, der Tochter von Caroline von Hannover wurden so im Jahre 2003 die Summe von 76.000 € Schmerzensgeld für die Veröffentlichung eines Paparazzo-Fotos zuerkannt.
Diese Tendenz wurde als „Rechtsprechung für Schöne und Reiche“ kritisiert, gerade im Vergleich zu Schmerzensgeldern, die „einfachen Bürgern“ in anderen Zusammenhängen gewährt werden, z. B. bei einer Körperverletzung. Andererseits würde die beabsichtigte Präventionsfunktion gegenüber Presseorganen kaum eintreten, wenn die Summen so gering wären, dass die Rechtsverletzung gewissermaßen einkalkuliert würde. Angesichts der möglichen Gewinne, die gerade die Boulevardpresse aus der Veröffentlichung intimer Details aus dem Leben Prominenter zu ziehen weiß, wäre das Persönlichkeitsrecht dieser Personen ansonsten weitgehend schutzlos.
Zuletzt geht die Tendenz in der Rechtsprechung jedoch durchaus dahin, auch Privatpersonen im Rahmen von Schmerzensgeldprozessen bei Verletzung der Intimsphäre respektable Summen zuzusprechen. So hat etwa das Landgericht Kiel in einer vielbeachteten Entscheidung einer Frau, deren Nacktfotos im Netz veröffentlicht worden waren, Schmerzensgeld in Höhe von 25.000 € zugesprochen.

## Österreich
Im österreichischen Recht ist das Schmerzengeld in § 1325 ABGB (in seiner bis heute unverändert gültigen Urfassung vom 1. Jänner 1812) geregelt. Schmerzengeld gebührt vor allem für körperliche Schmerzen, aber auch für psychische Beeinträchtigungen von Krankheitswert, die auf das Verhalten des Schädigers zurückzuführen sind, oder für eine nachhaltige Einbuße an Lebensfreude und Lebensqualität. Es ist weder Strafe noch Buße (kein Strafschadensersatz).
Das Schmerzengeld muss den Umständen „angemessen“ sein. In der Praxis der Rechtsprechung haben sich als Bemessungskriterium bestimmte Beträge für einen Tag schwerer, mittelstarker und leichter Schmerzen herausgebildet.
In jüngster Zeit gewährt die Rechtsprechung auch den Angehörigen von Personen, die bei einer Katastrophe ums Leben gekommen sind (zum Beispiel bei der Brandkatastrophe der Gletscherbahn Kaprun 2), Schmerzengeld für den mit dem Verlust des geliebten Menschen verbundenen Gram und die Trauer, wenn der Schädiger vorsätzlich (siehe Subjektive Tatseite) oder grob fahrlässig gehandelt hat. Ebenso wird seit einigen Jahren judiziert, dass der Schmerzengeldanspruch, den jemand vor seinem Tod erworben hat, vererbt werden kann, auch wenn er noch nicht geltend gemacht worden ist.

## Schweiz
In der Schweiz wird der Begriff Schmerzensgeld nicht verwendet, stattdessen spricht man von Genugtuung. Diese ist in den Art. 47 und 49 des Obligationenrechts geregelt. Gemäß Art. 47 OR kann der Richter bei der Tötung eines Menschen den Angehörigen und bei Körperverletzung dem Verletzten und/oder dessen Angehörigen unter Umständen mit der Genugtuung einen Ausgleich für erlittenen physischen und/oder seelischen Schmerz in Form einer bestimmten Geldsumme oder in Rentenform zusprechen. Die Höhe der Genugtuung ist gemäß der bundesgerichtlichen Rechtsprechung aufgrund der Umstände des Einzelfalls zu bestimmen, die Anwendung von schematischen Kriterien ist nicht zulässig.
Anspruch auf eine Geldsumme oder „eine andere Art der Genugtuung“ hat unter Umständen auch, wer widerrechtlich in seiner Persönlichkeit verletzt wird (Art. 49 OR).

## Verwandte Rechtsbegriffe
- Täter-Opfer-Ausgleich